# 勇士たち
『勇士たち』（ゆうしたち）または『ボガトィリ』（露: Богатыри, 英: The Bogatyrs）は、ロシアの画家ヴィクトル・ヴァスネツォフが1881年から1898年にかけて描いた絵画である。『3人の勇士』（露: Три богатыря, 英: Three Bogatyrs）、『英雄たち』とも。
モスクワのトレチャコフ美術館のホール26に所蔵されている。縦 295.3 センチメートル、横 446 センチメートルの大きさをもつ。

## 来歴
ヴャトカ地域の村に生まれ、おとぎ話などに慣れ親しんで育ったヴァスネツォフは、1870年頃には本作のためのスケッチを製作していた。
本作は、1898年4月23日に完成され、そのすぐ後に美術品収集家のパーヴェル・トレチャコフによって買い上げられた。同年6月にトレチャコフは、画家のヴァシーリー・ポレーノフの助言を受けて、ヴァスネツォフの作品を展示するための大きな部屋を確保し、そこに本作が飾られた。また、本作が完成されて間もないうちにヴァスネツォフの個展の開催が決定され、1899年の3月から4月にかけてサンクトペテルブルクにおいて、本作を含む計38作品を集めた個展が開催された。

## 作品
描かれている3人の人物は、ロシアに伝わる英雄叙事詩、ブィリーナに登場する主人公である。秋空のもとに広がる平原の中で、勇士たちが馬にまたがっている。トウヒの木やハネガヤの草の他に、灰色をした岩などが描かれている。勇士たちの後方には、地平線まで続く暗色の丘陵が描かれている。ヴァスネツォフの説明によれば、勇士たちは旅の途中であり、広野を見回しながら、誰かが災難に遭遇していないか、どこかに敵が潜んでいないかなどを確認しているところである。
画面中央の人物は、イリヤ・ムーロメツである。ムーロメツは、黒い毛色をした馬に乗っており、手をかざして遠方に視線を向けている。片方の手で槍を持っており、もう片方の手には、およそ 650 キログラムほどの重さのある棍棒を提げている。
画面向かって左の人物は、ドブルィニャ・ニキーチチである。ニキーチチは、白い毛色をした馬に乗っており、銀色をした鎖帷子を着用している。金色をした鞘に収まった剣を、片方の手で抜き出しているところであり、もう片方の手で、宝石が用いられた盾を持っている。
画面向かって右の人物は、アリョーシャ・ポポーヴィチである。ポポーヴィチは、鍛えられた矢と、絹の弦が張られた弓を左手に持っており、グースリという楽器を右手に持っている。ポポーヴィチのまたがる馬は、金色の毛並みをもっており、草を食べている。